# Konstruktionsgrammatik
Konstruktionsgrammatik (ofta förkortad CxG för engelska: Construction Grammar) är en sociobiologisk familj av metoder inom kognitiv lingvistik och evolutionslingvistik. Dessa anser att språk består av konstruktioner, dvs. lärda parningar av språkliga former och meningar. Konstruktioner motsvarar replikatorer eller mem i memetik och i dylika replikatorteorier.
Termen konstruktion ersätter ett antal språkvetenskapliga begrepp inklusive ord (bil, kärlek), morfem (o–, –ning), fasta uttryck och idiom (i stort sett; friska  upp minnet) och  grammatiska regler som t.ex. passivum (brevet skickades) eller verb med två  objekt (Ulrika lånade mig pengar). Varenda språkliga mönster anses vara en konstruktion så länge någon aspekt av dess form eller dess betydelse inte kan förutsägas från dess delar eller från andra konstruktioner. I konstruktionsgrammatik förstås varje yttring som en kombination av flera olika konstruktioner som tillsammans specificerar dess exakta betydelse och form.
Förespråkare för konstruktionsgrammatik hävdar att språk och kultur inte är utformade av människor, utan de är framväxande eller automatiskt konstruerade i en process som liknar naturligt urval hos arter; eller bildandet av naturliga konstruktioner såsom bon som byggs av  sociala insekter. Konstruktionsgrammatik är förknippad med begrepp från kognitiv språkvetenskap som syftar till att på olika sätt underbygga varför människans rationellt och  kreativt beteende är automatiskt och inte planerat.

## Modeller
- Berkeley Construction Grammar
- Sign Based Construction Grammar
- Goldbergian/Lakovian construction grammar
- Cognitive grammar
- Radical construction grammar
- Embodied construction grammar
- Fluid construction grammar

## Kritik
Esa Itkonen, som försvarar humanistisk språkforskning och motsätter sig darwinistisk lingvistik, ifrågasätter originaliteten i arbetet av Adele Goldberg, Michael Tomasello, Gilles Fauconnier, William Croft och George Lakoff. Enligt Itkonen har konstruktionsgrammatikerna använt gamla språkvetenskapliga idéer och lagt till några falska påståenden. Exempelvis motsvarar konstruktionstyp analogi; och 'begreppsblandning' blend i verk av William Dwight Whitney, Leonard Bloomfield, Charles F. Hockett med flera.
Å andra sidan har påståendet från konstruktionsgrammatiker, att deras forskning representerar en fortsättning av Ferdinand de Saussures metod, ansetts vara vilseledande. Den tyska filologen Elisabeth Leiss betraktar konstruktionsgrammatik som en nedgång och förknippar den med August Schleichers socialdarwinism från 1800-talet.